# Hoàng Đình Chung
Hoàng Đình Chung (sinh ngày 24 tháng 2 năm 1966) là một Thiếu tướng Quân đội nhân dân Việt Nam và chính trị gia người Việt Nam. Ông hiện là Chủ nhiệm Chính trị Quân khu 7, nguyên Phó Chủ nhiệm Chính trị Quân khu 7 (4/2018 - 6/2020), nguyên Chính ủy Bộ Chỉ huy Quân sự tỉnh Tây Ninh, Ủy viên Ủy ban Quốc phòng và An ninh của Quốc hội, đại biểu Quốc hội Việt Nam khóa XIV nhiệm kì 2016-2021, thuộc đoàn đại biểu Quốc hội tỉnh Tây Ninh. Ông lần đầu trúng cử đại biểu Quốc hội năm 2016 ở đơn vị bầu cử số 1, tỉnh Tây Ninh gồm có các huyện: Bến Cầu, Trảng Bàng, Gò Dầu và Châu Thành.

## Xuất thân
Ông quê quán ở xã Quảng Hoà, thị xã Ba Đồn, tỉnh Quảng Bình. Hiện cư trú tại thành phố Tây Ninh, tỉnh Tây Ninh.
Mẹ ông là người xã Quảng Lộc, thị xã Ba Đồn, tỉnh Quảng Bình

## Giáo dục
- Giáo dục phổ thông: 12/12
- Đại học Chính trị, Cử nhân Khoa học xã hội và nhân văn
- Cao cấp chỉ huy tham mưu chiến lược, chiến dịch
- Cao cấp lí luận chính trị

## Sự nghiệp
Ông gia nhập Đảng Cộng sản Việt Nam vào ngày 8/1/1987.
Khi lần đầu ứng cử đại biểu Quốc hội Việt Nam khóa XIV vào tháng 5 năm 2016 ông đang là Bộ đội, Tỉnh ủy viên,
Phó Bí thư Thường trực Đảng ủy Quân sự tỉnh, Chính ủy, Bộ Chỉ huy Quân sự tỉnh Tây Ninh, làm việc ở Bộ Chỉ huy Quân sự tỉnh Tây Ninh, có bằng cao cấp lí luận chính trị.
Ông đã trúng cử đại biểu Quốc hội năm 2016 ở đơn vị bầu cử số 1, tỉnh Tây Ninh gồm có các huyện: Bến Cầu, Trảng Bàng, Gò Dầu và Châu Thành, được 274.762 phiếu, đạt tỷ lệ 66,84% số phiếu hợp lệ.
Chiều ngày 26 tháng 4 năm 2018, Bộ CHQS tỉnh Tây Ninh tổ chức bàn giao chức trách, nhiệm vụ Chính ủy Bộ Chỉ huy Quân sự tỉnh theo Quyết định của Bộ Quốc phòng và Quân khu 7, điều động đại tá Hoàng Đình Chung – Chính ủy Bộ chỉ huy quân sự tỉnh về nhận nhiệm vụ Phó Chủ nhiệm Chính trị Quân khu 7; đại tá Hoàng Xuân Cường- Phó Chính ủy Sư đoàn 5 về nhận nhiệm vụ Chính ủy Bộ chỉ huy quân sự tỉnh.
Chiều ngày 19 tháng 6 năm 2020, Thường vụ Đảng ủy, Bộ tư lệnh Quân khu 7 tổ chức công bố, trao quyết định của Bộ Quốc phòng về việc bổ nhiệm Đại tá Hoàng Đình Chung - Phó Chủ nhiệm Chính trị Quân khu 7 - giữ chức Chủ nhiệm Chính trị Quân khu 7.